# Фаддеев, Семён Андреевич
Семён Андреевич Фаддеев (1835—1909) — генерал от инфантерии, герой русско-турецкой войны 1877—1878 годов, командир 2-го Кавказского армейского корпуса.
Происходил из личных дворян Ставропольской губернии, родился 21 июля 1835 года, образование получил в частном учебном заведении.
10 августа 1854 года поступил унтер-офицером в 6-й резервный батальон Кабардинского егерского полка и с 1855 года участвовал в походах против горцев. 16 ноября 1858 года за отличие был произведён в прапорщики и 9 февраля 1859 года — в подпоручики. В 1860, 1861 и 1862 годах Фаддеев находился в стрелковой офицерской школе, после чего 25 февраля 1863 года получил чин поручика.
Продолжая службу в Кабардинском полку Фаддеев принимал участие в завершающих кампаниях Кавказской войны и за отличия последовательно получил чины штабс-капитана (18 декабря 1864 года) и капитана (5 мая 1865 года), причём с начала 1864 года командовал ротой, а с 1865 года батальоном.
21 июня 1868 года он был произведён в майоры, а 4 ноября 1871 года — в подполковники. Состоя в 1873 году заведующим стрелковыми ротами и учебной командой в Кабардинском полку, он в том же году был перемещён на должность командира батальона в 158-й пехотный Кутаисский полк. 16 декабря 1876 года произведён в полковники.
Во время русско-турецкой войны 1877—1878 годов Фаддеев 24 октября 1877 года командовал двумя батальонами, которые будучи увлечены преследованием неприятеля, несмотря на перекрестный артиллерийский и ружейный огонь, ворвались в укрепление Хафис-паша на юго-западе оборонительной линии Карса, штыками положили там большую часть гарнизона, испортили орудия и взяли в плен 10 офицеров и до 40 нижних чинов. Затем он отличился при общем штурме Карса и 19 декабря 1877 года был награждён орденом св. Георгия 3-й степени (№ 560 по кавалерским спискам)
В воздаяние боевых заслуг и отлнчной храбрости, оказанных при взятии штурмом кр. Карса, в ночь с 5-го на 6-е ноября; воспользовавшись быстро оцененным им положением в самом разгаре боя, он с незиачительною частью войск атаковалъ и занял главнейшее из неприятельских укреплений „Карадах“, с падением которого решилась участь всей крепости.
22 декабря 1877 года Фаддеев был назначен командиром 158-го пехотного Кутаисского полка, которым командовал последующие десять лет.
20 декабря 1887 года он был произведён в генерал-майоры и занял должность коменданта Карсской крепости, здесь тоже задержался надолго и 14 мая 1896 года был произведён в генерал-лейтенанты. 22 апреля 1898 года он был назначен начальником 14-й пехотной дивизии, а 7 декабря 1901 года возглавил 6-й армейский корпус. С 27 июня 1902 года по 21 сентября 1906 года Фаддеев командовал 2-м Кавказским армейским корпусом, 22 июля 1906 был произведён в генералы от инфантерии и вскоре был зачислен по армейской пехоте с назначением состоять при войсках Кавказского военного округа.
7.7.1905 г. назначен временным  генерал-губернатором Бакинской губернии.
Фаддеев имел следующие награды:
- Орден Святой Анны 3-й степени (1868 год)
- Орден Святого Станислава 2-й степени (1875 год)
- Орден Святого Георгия 3-й степени (19 декабря 1877 года)
- Орден Святой Анны 2-й степени с мечами (1878 год)
- Золотая сабля с надписью «За храбрость» (8 августа 1878 года)
- Орден Святого Владимира 4-й степени с мечами и бантом (1879 год)
- Орден Святого Владимира 3-й степени (1883 год)
- Орден Святого Станислава 1-й степени (1891 год)
- Орден Святой Анны 1-й степени (1895 год)
- Орден Святого Владимира 2-й степени (1899 год)
- Орден Белого орла (6 декабря 1904 года)
- Орден Святого Александра Невского (16 ноября 1908 года)

Скончался 14 февраля 1909 года.
Жена (вторая)  - дочь генерала от инфантерии Шатилова Ольга Павловна, дети: сын - Павел (род. 15.4.1887) и дочь - Анна (род. 30.1.1892).